# Leroy Grumman

Leroy Grumman

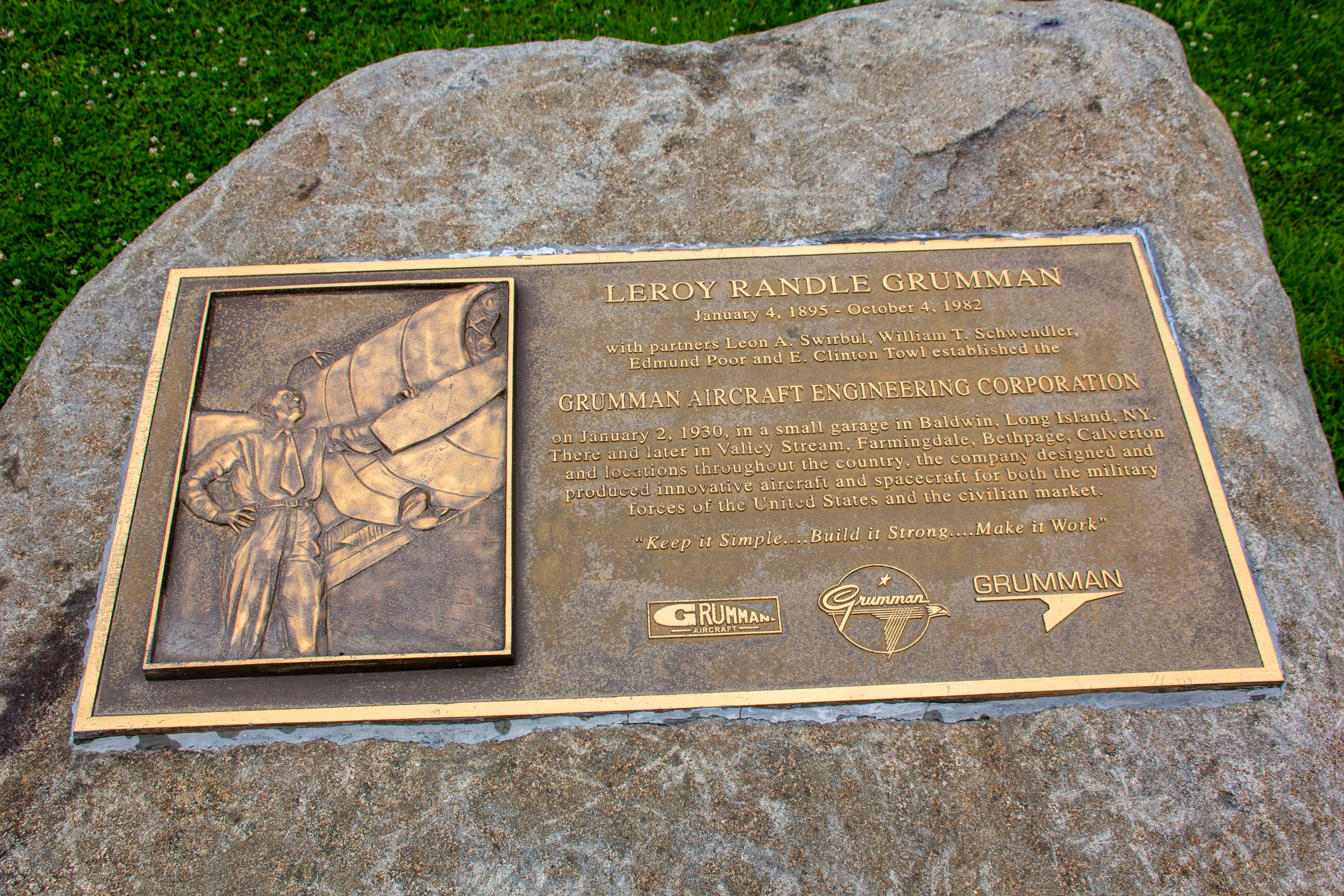
Leroy Grumman Denkmal im Grumman Memorial Park in Long Island

Leroy Randle Grumman (* 4. Januar 1895 in Huntington, Long Island, New York; † 4. Oktober 1982 in Manhasset) war ein US-amerikanischer Konstrukteur und Flugzeugbauer.

## Leben
Grumman war der Sohn von George Tyson Grumman, dem Eigentümer eines Kutschengeschäfts. Nach dem Abschluss der High School 1911 studierte Grumman bis 1916 Ingenieurswesen an der Cornell University. Während des Ersten Weltkrieges ließ er sich zum Piloten bei der US Navy ausbilden. Er wurde Fluglehrer in Pensacola und Testpilot und Projektingenieur an den staatlichen Marine-Flugzeug-Werken. Auf League Island (Philadelphia Naval Shipyard) begegnete er den Flugpionieren Albert und Grover Loening. Nach dem Krieg arbeitete Grumman von 1920 bis 1929 zuerst als Testpilot, dann als Fabrikleiter und schließlich Generaldirektor bei der Loening Aircraft Engineering Corporation. Als die Fabrik der Loenings 1929 verlegt werden sollte, gründete er mit Ed Poor, William Schwendler, Jake Swirbul und Clint Towl die Grumman Aircraft Engineering Corporation, eine Flugzeugreparaturwerkstatt.  Das gemeinsam aufgebrachte Stammkapital belief sich auf 32.000 US-$, wobei Grumman 17.000 US-$ beigesteuert hatte.
Grumman wurde der erste Präsident der Grumman-Werke und führte sie erfolgreich durch die Gründungsjahre. Zunächst wurden defekte Flugzeuge repariert und LKW-Aufbauten aus Aluminium gefertigt. 1930 erhielt er von der US-Marine einen Auftrag für die Herstellung von Flugzeug-Schwimmern. Dieser Auftrag ermöglichte es, dass die Firma sich vergrößerte und 1931 nach Valley Stream in einen Hangar umzog. Dort wurde auch der erste Doppeldecker Grumman F3F, bereits mit Einziehfahrwerk und geschlossener Pilotenkabine, für die Marine gefertigt. Bereits 1932 wurde die Fertigungsstätte zu klein und Grumman verlegte den Firmensitz nach Farmingdale, um Jäger und Mehrzweckflugzeuge für die Marine herzustellen. Die zunehmende Anzahl an Aufträgen führte 1936 zu einem weiteren Umzug nach Bethpage, wo neben einer komplett neuen Werkhalle auch ein eigener Flugplatz zur Verfügung stand.
Nach dem Angriff auf Pearl Harbor im Zweiten Weltkrieg kam der Durchbruch für das Unternehmen. Für die US Navy fertigten sie die Grumman F4F Wildcat, mit der revolutionären Möglichkeit durch klappbare Tragflächen die Standfläche auf Flugzeugträgern zu minimieren, und die Grumman F6F Hellcat. Diese Jagdflugzeuge waren an zwei Dritteln aller japanischen Flugzeugverluste beteiligt. Insgesamt wurden im Zweiten Weltkrieg 31.376 Flugzeuge von Grummans Firma hergestellt.
Zum Ende des Krieges bekam Grumman eine Lungenentzündung und wurde von einem Arzt mit Penicillin behandelt. Grumman entwickelte eine heftige allergische Reaktion auf dieses Medikament und erblindete. 1946 legte er daher die Präsidentschaft des Unternehmens nieder, arbeitete jedoch bis 1966 im Vorstand und blieb letztlich bis 1972 einer der Direktoren. 1972, nach Abschluss seiner aktiven Karriere, wurde er in die Internationale Ruhmeshalle der Luft- und Raumfahrt aufgenommen.
Grumman war verheiratet und hatte vier Kinder.